# Tsiribihina
Tsiribihina – rzeka na Madagaskarze, w prowincjach Fianarantsoa, Antananarywa oraz Toliara, o długości 460 km. Swoje źródła ma na Płaskowyżu Centralnym. Uchodzi do Oceanu Indyjskiego do Kanału Mozambickiego.

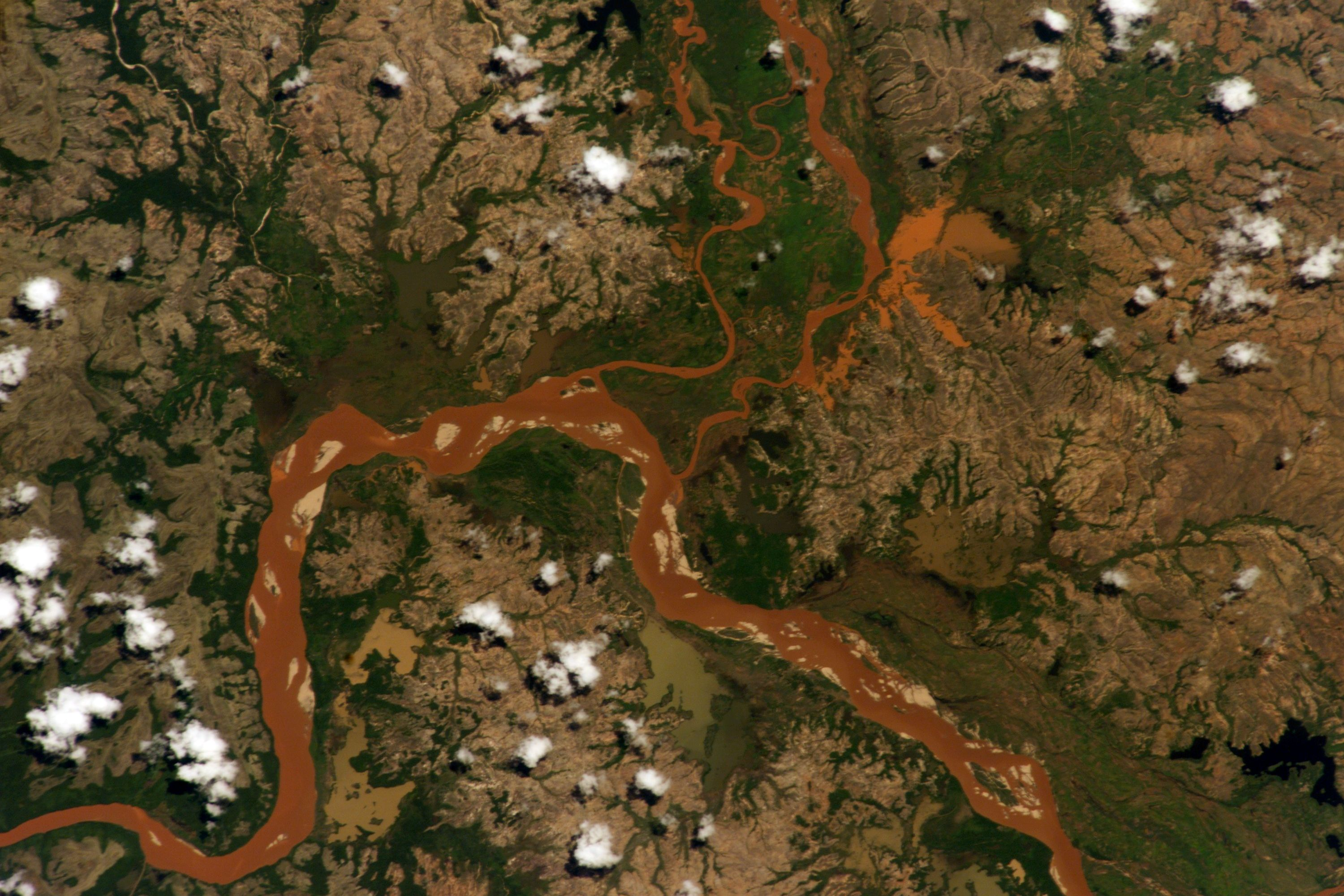
Zdjęcie satelitarne ukazujące zamulenie rzeki